# Sverigetopplistan
A Sverigetopplistan a svédországi nemzeti zenei eladási lista. 1975 és 1997 között Topplistan, majd 1998 és 2007 között Hitlistan néven volt ismert, jelenlegi nevét 2007 októberében kapta. A Svéd Hanglemezgyártók Szövetsége által mért eladási adatokon alapulva állítja fel hetente az albumok és kislemezek eladási listáját. 1976 és 2006 között a listát a Sveriges Radio P3 rádióadó közvetítette rendszeresen, 2006-tól kezdve számolják a legális zenei letöltéseket is, és azóta a P3 csak a digitális listát közli.
Jelenlegi listák:
- Singles Top 60
- Albums Top 60
- DVDs Top 20
- Ringtones Top 20

## Külső hivatkozások
- Hivatalos weboldal  (svédül)
- A svéd slágerlista weboldala (archívummal)